# Mirtha Legrand
Pour les articles homonymes, voir Legrand.
Mirtha Legrand, de son vrai nom Rosa María Juana Martínez, née le 23 février 1927 à Villa Cañás (province de Santa Fe, Argentine) est une actrice et animatrice de télévision argentine. 

## Carrière d'actrice
Se faisant d’abord connaître au cinéma, elle a joué dans 36 films, principalement en Argentine mais également en Espagne.
Elle est souvent considérée comme l’une des stars de l'âge d'or du cinéma argentin, parmi Niní Marshall, Tita Merello et Libertad Lamarque entre autres.
Elle est l'épouse du français Daniel Tinayre de 1946 à sa mort en 1994. Ce dernier a par ailleurs joué un grand rôle dans sa carrière.

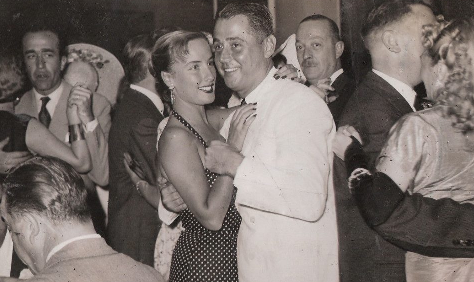
Mirtha Legrand et son mari Daniel Tinayre en 1951

Active également à la radio ainsi qu’au théâtre, où elle a joué onze pièces, elle est surtout connue pour présenter depuis la fin des années 1960 l’une des émissions qui a le plus de succès en Argentine, Almorzando con Mirtha Legrand (Déjeuner avec Mirtha Legrand), autrefois appelé Almorzando con las Estrellas (Déjeuner avec les stars).

## Carrière médiatique

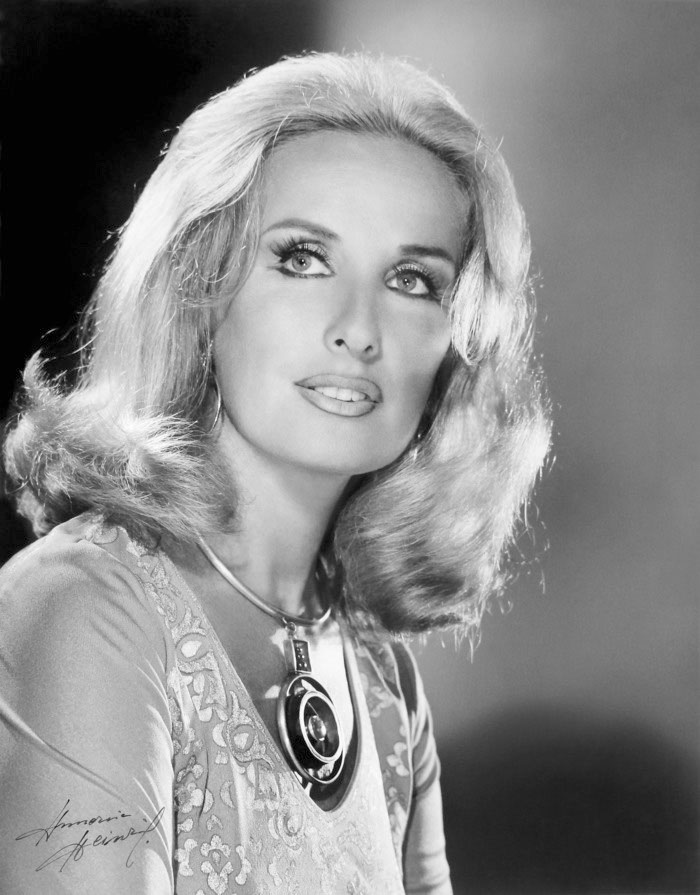
Mirtha Legrand en 1972

Elle est surtout connue auprès de multiples générations d’Argentins pour l’émission qu’elle présente depuis les années 1960, et qui a fait d’elle l’une des personnalités les plus connues et dont la carrière est la plus longue en Argentine. Elle y reçoit toutes les célébrités, politiques, journalistes, sportifs ou artistes. Le philosophe Tomás Balmaceda explique son succès par le fait que « Mirtha représente la tranquillité : on allume la télé et on sait qu’elle est là. Elle possède une forme de magnétisme ».
Conservatrice assumée, elle déclare soutenir Patricia Bullrich, qui incarne l’aile la plus à droite de la formation conservatrice Proposition Républicaine. En 2010, opposée au mariage pour les couples homosexuels, elle choque en associant homosexualité et pédophilie. Elle s'excuse par la suite, regrettant une phrase malheureuse. Elle s'est aussi opposée en 2018 à la légalisation de l'avortement.
L'animatrice a été critiquée pour la continuité de sa carrière médiatique durant la dictature militaire. Elle répond n'avoir « jamais soutenu la dictature » et a donné la parole dans son émission aux Mères de la place de Mai, qui luttent pour connaître la vérité sur le sort des milliers de disparus.

## Filmographie
- 1940 : Hay que educar a Niní
- 1941 : Novios para las muchachas
- 1941 : Los martes, orquídeas
- 1941 : Soñar no cuesta nada
- 1942 : Adolescencia
- 1942 : El viaje
- 1942 : Claro de luna
- 1943 : El espejo

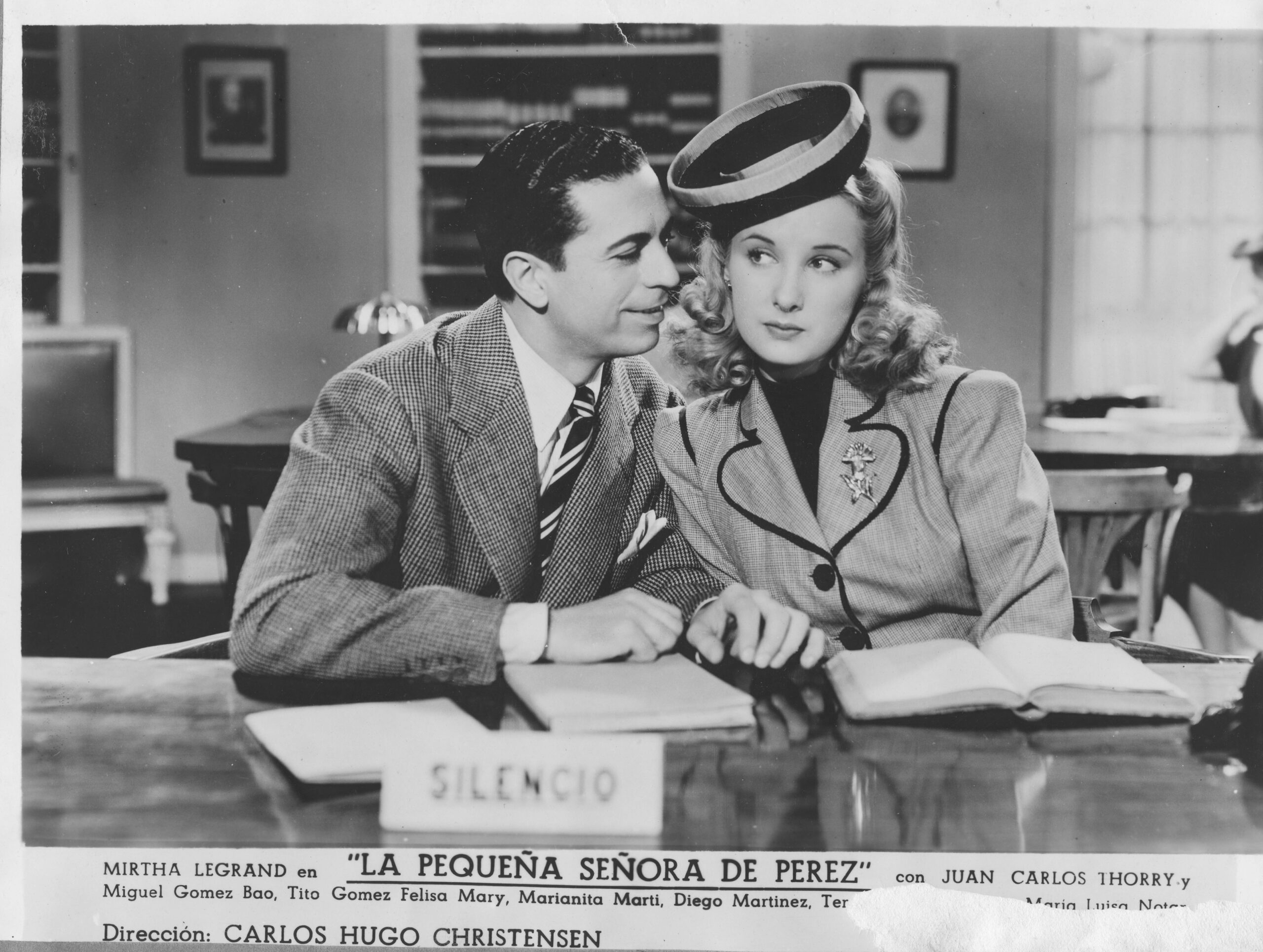
Mirtha Legrand et Juan Carlos Thorry dans La pequeña señora de Pérez (1944).

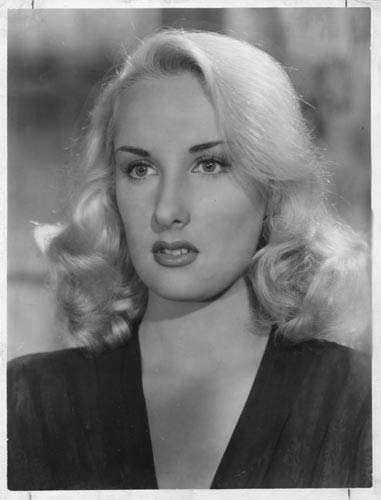
Mirtha Legrand dans le film Un beso en la nuca en 1946

- 1943 : Safo, historia de una pasión
- 1944 : La pequeña señora de Pérez
- 1944 : Mi novia es un fantasma
- 1944 : La casta Susana
- 1945 : María Celeste
- 1945 : La señora de Pérez se divorcia
- 1945 : Cinco besos
- 1946 : Un beso en la nuca
- 1947 : Treinta segundos de amor
- 1947 : El retrato
- 1947 : Como tú lo soñaste
- 1948 : Pasaporte a Río
- 1948 : Vidalita
- 1949 : La doctora quiere tangos
- 1950 : La vendedora de fantasías
- 1950 : Esposa último modelo
- 1951 : El pendiente
- 1952 : La de los ojos color del tiempo
- 1952 : Mascarade d'amour (Doña Francisquita)
- 1954 : Tren internacional
- 1955 : El amor nunca muere
- 1956 : La pícara soñadora
- 1959 : En la ardiente oscuridad
- 1960 : La patota
- 1960 : Sábado a la noche, cine
- 1962 : Bajo un mismo rostro
- 1963 : La cigarra no es un bicho
- 1965 : Con gusto a rabia

## Théâtre
- 1957 : La Luna es azul
- 1962 : Buenos Aires de seda y percal
- 1964 : Divorciémonos
- 1966 : Mi complejo es el champagne
- 1968 : Secretismo shh
- 1969 : El proceso de Mary Duggan
- 1970 : 40 kilates
- 1975 : Constancia
- 1978 : Rosas rojas, rosas amarillas
- 1986 : Tovarich
- 1990 : Potiche

## Radio
- 1943 : El club de la amistad
- 2004-2005 : Mirtha en la red

## Télévision
- M ama a M
- Carola y Carolina
- Show musical
- Almorzando con las estrellas
- Almorzando con Mirtha Legrand
- Conversando con Mirtha Legrand
- Tomando el té con Mirtha
- La noche de Mirtha
- Mirtha de noche
- La Dueña
- Son amores